# 岐阜市立精華中学校
岐阜市立精華中学校（ぎふしりつ せいかちゅうがっこう）は、岐阜県岐阜市鏡島精華一丁目にある公立中学校。通称は「精華中」（せいかちゅう）。

## 沿革
- 1947年（昭和22年）4月 - 稲葉郡鏡島村と市橋村で学校組合を設立し。学校組合立精華中学校として開校。校名は1902年から1911年に存在した鏡島村・市橋村・本荘村組合立の高等小学校、精華高等小学校に由来する。校舎は無く、鏡島村立鏡島小学校と市橋村立市橋小学校を仮校舎とする。
- 1950年（昭和25年）8月20日 - 市橋村が岐阜市に編入される。同時に岐阜市鏡島村学校組合立精華中学校に改称する。
- 1951年（昭和26年）4月 - 現在地に校舎が完成。鏡島小学校と市橋小学校での分散授業を廃止。
- 1955年（昭和30年）2月11日 - 鏡島村が岐阜市に編入される。同時に岐阜市立精華中学校に改称する。
- 1965年（昭和40年） - 校舎（鉄筋コンクリート造）が完成。
- 1969年（昭和44年） - 校舎（鉄筋コンクリート造）を増築。

## 部活動
運動部
- 陸上競技
- サッカー
- 野球
- 水泳
- 剣道
- 柔道
- 卓球
- バレーボール
- バスケットボール
- ソフトボール

　文化部
- 音楽
- 美術
- 演劇
- 茶道
- 手芸
- 科学

## 進学前小学校
- 岐阜市立市橋小学校
- 岐阜市立鏡島小学校[1]

## アクセス
- 東海道本線 西岐阜駅下車 北へ約1km

## 著名な卒業生
- 高木守道（プロ野球選手）
- 岡田奈々（女優、アイドル）
- 宮本正明（キックボクサー）
- 赤松諒一（陸上・走高跳）